# Dekagontal
Dekagontal är en sorts figurtal som representerar en dekagon. Det n:te dekagontalet ges av formeln
{\displaystyle D_{n}=4n^{2}-3n}
De första dekagontalen är:
0, 1, 10, 27, 52, 85, 126, 175, 232, 297, 370, 451, 540, 637, 742, 855, 976, 1105, 1242, 1387, 1540, 1701, 1870, 2047, 2232, 2425, 2626, 2835, 3052, 3277, 3510, 3751, 4000, 4257, 4522, 4795, 5076, 5365, 5662, 5967, 6280, 6601, 6930, 7267, 7612, 7965, 8326, … (talföljd A001107 i OEIS)
Det n:te dekagontalet kan också beräknas genom kvadraten av n för tre gånger det (n − 1):te rektangeltalet. Det kan uttryckas algebraiskt som
{\displaystyle D_{n}=n^{2}+3(n^{2}-n).}

## Egenskaper
- Dekagontal har konsekvent omväxlande paritet. Alltså, om det n:te dekagontalet är ett jämnt tal så är det (n + 1):te dekagontalet ett udda tal och vice versa.